# Мулира, Эридади Медади Касирие
Эридади Медади Касирие Мули́ра (Eridadi Medadi Kasirye Mulira; 28 февраля 1909—1995) — политический и религиозный деятель Уганды, учёный-лингвист, конституционалист и публицист. Ведущий протестантский политик Буганды 1950-х. Его супруга Ребекка Мулира была активисткой борьбы за женское равноправие.

## Биография
Ганда по этнической принадлежности, его предок Ндаула I был омуканой (вождём) маленького королевства Куки в 1810-1835 годах. Получил заграничное образование — в колледже Ачимота (Золотой Берег, ныне Гана) и Лондонском университете. Находился в близких отношениях с руководством англиканской церкви Уганды, в 1948 году представлял Восточную Африку на Первом Всемирном совете церквей. В 1949—1950 годах он был ассистентом лектора в Школа востоковедения и африканистики Лондонского университета, а в 1951—1952 годах — научным сотрудником Восточноафриканского института социальных исследований при университетском колледже Макерере. Выступил автором ряда научных трудов в области лингвистики и литературоведения.
Кроме того, Мулира был издателем и редактором газет на языке луганда, включая «Эбифа ма Уганда» (1946—1947), «Уганда эмпья» (1953—1961) и «Таифа эмпья» (1961). Накануне бунтов 1945 года Игнациус Мусази передал ему проект меморандума к кабаке и колониальным властям, который Мулира переработал и положил в основу своего плана реформ. В 1946 году написал пьесу на три акта, в которой ратовал за равенство полов в Буганде. В 1950 году был избран в люкико (совет при кабаке Буганды). В 1953 году подменял вынужденно задержавшегося при пересадке в Египте Мусази на Первой азиатской социалистической конференции в Бирме.
Политически Эридади М. К. Мулира занимал центристские позиции. Его конституционный монархизм лёг в основу нескольких незначительных партий, включая Лейбористскую, Всенародную, Угандийскую националистическую, Партию землевладельцев Уганды и Партию Балака. В 1955 году он основал и возглавил Прогрессивную партию (ПП), которая была умеренно националистической и объединяла преимущественно представителей состоятельных слоёв Буганды. При этом, когда консерваторы собрали крупнейший митинг в Кампале, Мулира вместо консервативной пропаганды отстаивал в качестве примера национализм кипрского архиепископа Макариоса III.
В 1959—1960 годах Мулира занимал пост в руководстве сепаратистского Национального движения Уганды, а в мае 1960 года наряду с Мусази и ещё несколькими активистами был арестован и отправлен в ссылку. С осени 1961 года Мулира стал секретарём по связям с общественностью монархической партии Кабака Екка. В 1962—1965 годах он был депутатом Национального собрания от этой партии, но в 1965 году покинул её. В дальнейшем Мулира считался исчезнувшим в период диктатуры Иди Амина, но на деле пережил её и умер в 86-летнем возрасте.